# Camera Café, la película
Camera Café, la película es una película del año 2022, dirigida por Ernesto Sevilla y protagonizada por Arturo Valls. Se trata de una adaptación cinematográfica de la serie homónima de Telecinco.

## Argumento
Quesada, Julián, Marimar, Cañizares, Victoria y compañía se enfrentarán a una crisis que está a punto de hundir la empresa y, lo que es peor, deberá salvarla su nuevo director, que es nada más y nada menos que el rey del escaqueo, Quesada.

## Reparto
- Arturo Valls: Jesús Quesada
- Carlos Chamarro: Julián Palacios
- Ana Milán: Victoria de la Vega
- Carolina Cerezuela: Mónica Salazar
- Joaquín Reyes: Ricardo Mesa "Richard"
- Marta Belenguer: Ignacia Ruiz "Nacha"
- Álex O'Dogherty: Arturo Cañas Cañas
- Esperanza Pedreño: Mari Carmen Cañizares
- Ingrid García Jonsson: Deborah Quesada / Fermín
- Esperanza Elipe: María del Mar Montes "Marimar"
- Manuel Galiana: Emilio Montalbán
- Juana Cordero: María José "Choches"
- Javier Botet: Robles
- Michael John Treanor: Vasili
- Nacho Rubio: Juan Luis Lazcano
- Mercedes Luzuriaga: Asunción Sempere "Asun"
- Silvia Wheeler: Frida Lühdendorf
- Javier Perdiguero: Conductor
- Iñaki Reyna: Taza Man
- Raúl Pérez: Voz de Bernardo Marín y Albert Rivera

- Con la colaboración especial de:
  - Luis Varela: Gregorio Antúnez Guisado

- Intervención de:
  - Ibai Llanos: Charlie Quesada
  - Karina: ella misma
  - Andy & Lucas: cameo

## Rodaje
El rodaje tuvo lugar en verano de 2021 a lo largo de seis semanas en localizaciones de Madrid.
- Datos: Q111383097